# Vidadi Rzayev
Vidadi Rzayev (ur. 4 września 1967 w Gandży) − azerski piłkarz w trakcie kariery piłkarskiej występujący na pozycji pomocnika. Występował m.in. w azerskich klubach Qarabağ Ağdam i Neftçi PFK, a także rosyjskim klubie Terek Grozny. W reprezentacji Azerbejdżanu zadebiutował w 1992 roku. W latach 1992–2001 wystąpił w 35 meczach kadry, w których zdobył pięć goli.